# 1221 Avenue of the Americas
« McGraw Hill Building » redirige ici. Ne pas confondre avec 1221 Avenue of the Americas.
Le 1221 Avenue of the Americas, anciennement connu sous le nom McGraw-Hill Building est un gratte-ciel situés dans le quartier de Midtown, dans l'arrondissement de Manhattan à New York.

## Historique

Emplacement du McGraw-Hill Building au sein du Rockefeller Center.

Le plus grand des deux bâtiments de McGraw-Hill fait partie de trois constructions connues sous le nom de XYZ Buildings. Les XYZ Buildings faisaient partie de l'extension du Rockefeller Center dans les années 1960. Tous trois furent conçus par le bureau d'architecture de Wallace Harrison.
Le McGraw-Hill Building est le Y Building au 1221 Avenue of the Americas. Il fut le premier achevé, en 1969, et il est le second en hauteur avec ses 205 m et 51 étages. Il dispose de 241 500 m² de surface de planchers. Le X Building, 1251 Avenue of the Americas (L'Exxon Building), est le plus grand avec ses 229 m et 54 étages, il fut achevé en 1971. Le Z Building, le plus petit et le plus récent, est le  Celanese Building avec 45 étages et une hauteur de 180 m.
Les bâtiments sont similaires, par leur conception et leur aspect, aux défuntes Twin Towers du World Trade Center dans le Financial District.
C'est dans ces immeubles que le film Le Diable s'habille en Prada a été tourné.

## Sources
- « Time-Life Building », Greatgridlock.net New York Skycrapers (consulté le 17 mai 2007)